# پیروز (پسر اردشیر بابکان)
پیروز (به پارسی میانه: 𐭯𐭩𐭫𐭥𐭰؛ نویسه‌گردانی به انگلیسی: pērōz؛ نویسه‌گردانی به فارسی: پِروز) یکی از شاهزادگان ساسانی در سده سوم میلادی، پسر اردشیر بابکان و برادر شاپور یکم بود.

## زندگی

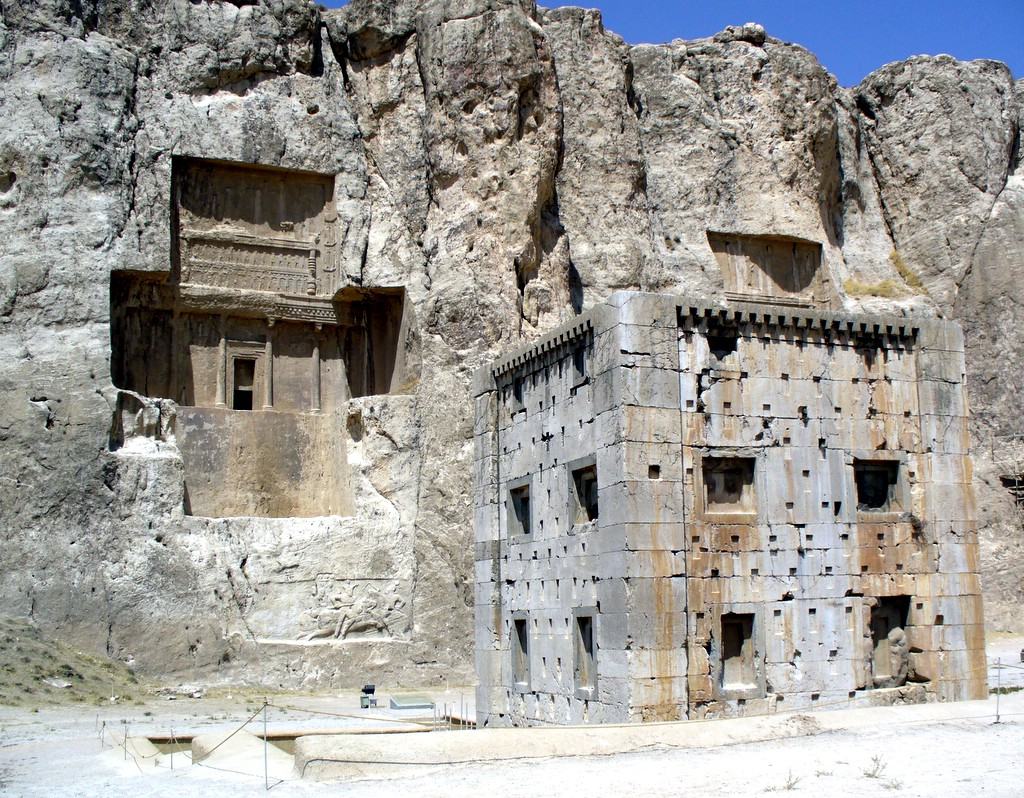
کعبه زرتشت، جایی که سنگ‌نوشته شاپور یکم حک شده‌است

از پیروز در سنگ‌نوشته شاپور یکم بر کعبه زرتشت در میان اعضای خاندان سلطنتی ساسانی با عنوان شاهزاده (پارسی میانه: wispuhr) یاد شده‌است. او پسر اردشیر بابکان و احتمالاً مورود بانو و برادر شاپور یکم بود.
به گفته ابن ندیم پیروز در تاریخ نامشخصی با مانی و آموزه‌های او آشنا شد و به آیین او گروید. او سپس مانی را به برادرش شاپور معرفی کرد. ۷۳ مورد از نامه‌های مانوی خطاب به پیروز بود که مدافع و پیرو آیین مانوی تلقی می‌شد. در متن ۱۳۴۳۱۰ M گریزی به شاه پیروز شده‌است که رابطه او با این پیروز امکان‌پذیر اما اثبات آن ناممکن است. یک احتمال این است که فرض کنیم پیروز پس از اتمام سنگ‌نوشته شاپور در حدود ۲۶۲/۲۶۳ میلادی، به عنوان شاه دست یافته‌است.